# Корна, Луиза
Луиза Корна (итал. Luisa Corna; род. 2 декабря 1965, Брешия, Италия) — итальянская актриса, певица, модель.

## Биография
В 16 лет Корна начала свою карьеру моделью в фотосессиях для «Dolce & Gabbana», «Missoni» и «Mariella Burani». Также позировала фотографам Хельмуту Ньютону и Артуру Элгорту. В 1992 году она заняла второе место в Castrocaro, музыкальном фестиваля с песней «Dove vanno a finire gli amori». В конце 1990-х Корна начала свою телевизионную карьеру, прошла кастинг на несколько телевизионных программ, таких как «Tira e Molla», «Domenica In and Controcampo». В 2002 году заняла четвёртое место на песенном фестивале в Сан-Ремо с песней «Ora che ho bisogno di te» в дуэте с Фаусто Леали. Корна также принимала участие в съемках в нескольких фильмах и телесериалах.